# Медисон де ла Гарза
Медисон Ли де ла Гарза (енгл. Madison Lee De La Garza; Далас, 28. децембар 2001) америчка је глумица. Де ла Гарза је позната по улози Хуаните Солис у серији Очајне домаћице. Млађа је полусестра певачице Деми Ловато.

## Детињство и породица
Ћерка је директора Ford-овог заступства Џејмса Едварда „Едија” де ла Гарзе и бивше кантри певачице и чирлидерсице Далас каубојса, Дајане де ла Гарзе (рођена 8. августа 1962. као Дајана Харт). Еди је мексичког порекла. Има два/е старија/е полубрата/сестре из Дајаниног првог брака са Патриком Мартином Ловатом (1960—2013), Далас Ловато (рођена 4. фебруара 1988) и певач Деми Ловато (рођен 20. августа 1992).

## Каријера
Најистакнутија улога де ла Гарзе била је као Хуанита Солис у серији Очајне домаћице. Поред тога, играла је млађу верзију лика свог/је полубрата/полусестре Деми Ловато, Сани Манро, у епизоди серије Сани, звезда у успону.

## Филмографија

### Филм
| Година | Српски назив             | Изворни назив | Улога          | Напомене          |
| ------ | ------------------------ | ------------- | -------------- | ----------------- |
| 2016.  |                          |               | Констанца      |                   |
| 2017.  |                          |               | себе           | документарни филм |
| 2017.  | Патуљци узвраћају ударац |               | Тифани / Челси | глас              |
| 2018.  |                          |               | Софија         | кратки филм       |

### Телевизија
| Година     | Српски назив                | Изворни назив | Улога               | Напомене                                               |
| ---------- | --------------------------- | ------------- | ------------------- | ------------------------------------------------------ |
| 2008.      |                             |               | себе                | 1. епизода                                             |
| 2008—2012. | Очајне домаћице             |               | Хуанита Солис       | споредна улога (5—7. сезона); главна улога (8. сезона) |
| 2009.      | Сани, звезда у успону       |               | млада Сани Манро    | 1. епизода                                             |
| 2009.      | Програм заштите за принцезе |               | девојчица с камером | телевизијски филм                                      |
| 2012.      |                             |               | себе                | телевизијски документарац                              |
| 2014.      | Срећно, Чарли               |               | Зои                 | 1. епизода                                             |
| 2014.      |                             |               | Келси               | споредна улога                                         |
| 2017.      |                             |               | Хајди               | 2. епизоде                                             |
| 2021.      |                             |               | себе                | документарна серија на -у                              |

### Веб
| Година     | Српски назив | Изворни назив | Улога | Напомене                |
| ---------- | ------------ | ------------- | ----- | ----------------------- |
| 2009.      |              |               | себе  | 1. епизода; камео улога |
| 2014—2015. |              |               | Биби  | глас; главна улога      |